# Dasybasis rubicallosa
Dasybasis rubicallosa är en tvåvingeart som först beskrevs av Ricardo 1914.  Dasybasis rubicallosa ingår i släktet Dasybasis och familjen bromsar. Inga underarter finns listade i Catalogue of Life.